# Kortik (CIWS)
Il Kortik (in cirillico: Кортик, nome in codice NATO: SA-N-11 Grison), anche noto come 3K87 Kortik, è un sistema  missilistico e di artiglieria contraerea a corto raggio imbarcato di origine sovietica, entrato in servizio nel 1990 sulle unità navali maggiori della marina sovietica e sviluppato dal suo omologo terrestre 2K22 Tunguska. 
Conosciuto all'estero come Kaštan o Kashtan (in cirillico: Каштан, nome in codice NATO: CADS-N-1 Kashtan), nome della sua versione da esportazione, abbina un sistema di tiro elettronico a due cannoni antiaerei e ad un sistema missilistico terra-aria. Ne è stata messa a punto una versione modernizzata, denominata Kortik-M, imbarcata su tutte le unità navali della Marina russa.
Al 2021 il Kortik è in fase di dismissione, venendo sostituito dai sistemi omologhi Palash e da quelli di categoria superiore Pantsir-M.

## Caratteristiche
Il Kortik è un CIWS(Close-in weapon system) successore del semplice ADG-630 costituito da una grande torre senza equipaggio che ospita 2 radar, 1 sistema ottico, 2 cannoni da 30mm a 6 canne e 6-8 missili SA-N 11 (versione navale dell'SA-19 Grison) a guida radio per un max di 8–12 km di gittata. Di fatto esso ha tolto ragione d'essere al costoso SA-15 Gauntlet in versione navale ('Klinok').
Il Kortik può colpire bersagli in un raggio che va da 5 a 4000 metri di altezza e può ingaggiare simultaneamente fino a sei bersagli.

### Armamento
Due cannoni GSh-30k (AO-18K) proiettili HE-Frag e Frag-T e 6-8 missili SA-N 11

## Versioni
- 3K87 Kortik: versione originale per il mercato russo
- CADS-N-1 Kashtan: versione da esportazione
- 3K87M Kortik-M: versione aggiornata per il mercato russo

## Utilizzatori

### Attuali
Russia
- dal 1990, Marina Russa

### Passati
Unione Sovietica